# Porteñazo
El Porteñazo (o Insurrección de Puerto Cabello) fue una sublevación de la base naval Agustín Armario, ubicada en la ciudad de Puerto Cabello, ocurrida el 2 de junio de 1962 en contra el gobierno del presidente Rómulo Betancourt.

## Hechos

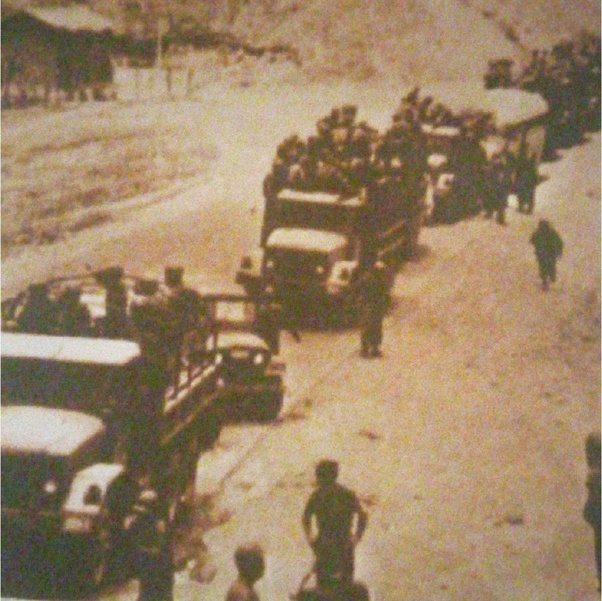
Convoy gubernamental camino a Puerto Cabello durante el Porteñazo.

El 2 de junio de 1962 se rebelaron unidades lideradas por los capitanes de marina Manuel Ponte Rodríguez, Pedro Medina Silva y Víctor Hugo Morales. El 55º Destacamento de la Guardia Nacional se negó a participar.
Tan pronto el gobierno nacional se entera del intento de golpe, cerca del mediodía, los destructores ARV Almirante Clemente, ARV General Morán y ARV Zulia ya fuera de la rada de la base naval, iniciaron el bombardeo de las instalaciones de la infantería de marina del batallón General Rafael Urdaneta, destruyendo las barracas con los cañones de 40 mm. Enseguida de haber sido tomada la Base Naval y el Fortín Solano, se liberaron a los guerrilleros que se encontraban en el Castillo Libertador, ubicado en la misma área de la base. Habían sido concentrados allí, traídos desde varias cárceles del país. De inmediato se incorporaron a la batalla en varios puntos de la ciudad. La rebelión fue aplastada el 3 de junio, dejando más de 400 muertos y 700 heridos, y el 6 de junio el bastión rebelde del Fortín Solano había caído.

## Testimonios
Diferentes historias corrieron sobre tal acontecimiento que enlutó a Venezuela, se tomó como un acto bélico injusto e innecesario. Muchos acomodaron lo que pasó de acuerdo a intereses políticos y personales.
Alí Brett escribiría según su investigación:

Desde las 6 de la mañana del domingo los calicantos del viejo Vigía Solano, empezaron a recibir los impactos de las bombas. Cuando el bombardeo se inició estábamos en la barriada Las Tejerías a pocos metros de la antigua fortaleza que por primera vez en varios siglos, era víctima de un ataque de esta naturaleza.

El Fortín fue el enigma de la sublevación y mucho se especuló sobre su poderío. Todos contaban las historias, las ventajas y la estratégica posición del "Burro Negro", nombre popular del antiguo cañón. La gente conocedora del poderío de esta arma, aseguraba que si la disparaban, aunque fuese una sola vez, desaparecería Puerto Cabello.

Arriba apenas permanecieron durante la rebelión, los infantes de marina destacados por la Base Naval para la custodia del fuerte, quienes para aquel día, lunes 4 de junio, ya eran cadáveres. La presencia de los funcionarios del Ejecutivo y de algunos jefes militares, dejaba despejado el misterio que se había tornado casi en verdad, durante el desarrollo de los acontecimientos debido a las versiones mal fundadas.

Concluiría su investigación diciendo:

Lo de pensar que el fortín podía ser utilizado como punto de operaciones de los sublevados significó uno de los tantos errores militares conocidos y que después de la aparición del avión como elemento de guerra, estas fortalezas quedaron sin vigencia estratégica.

Enrique Aristeguieta Gramcko da su testimonio relatándolo así:

Telefónicamente se le pidió ayuda a las Fuerzas Aéreas para reducir el Fortín Solano, donde los rebeldes estaban atrincherados con una ametralladora "Punto 50", la cual inexplicablemente no había sido utilizada para impedir la concentración de tropas en la Estación, pues tanto ésta como el ingreso a la ciudad están dominados por el Fortín, que se encuentra en una colina, al Sur. A las cinco y media, las unidades listas para el ataque, estaban en la Estación.

El Batallón Carabobo se distribuyó en pelotones de 30 hombres que debían ir cada uno detrás de los trece tanques que debían entrar al Puerto. Sin embargo se esperó para el asalto, que la aviación efectuase la operación prevista contra el Fortín.

A los pocos minutos aparecieron aviones F-86 Sabre, que atacaron con cohetes y ametralladoras. Los cohetes, lanzados de a dos cada vez, dieron todos en el blanco. Desde el mismo Fortín y desde el Liceo Miguel Peña, se disparaba con ametralladoras contra los aviones, en intento totalmente inútil, pues la velocidad de éstos los ponía a salvo de ser alcanzados. 

Los viejos muros españoles que circundan el Solano, de pura y maciza mampostería con dos metros de grosor resistieron el impacto, no así las otras instalaciones menos antiguas. Eliminado el peligro del Fortín comenzaron las tropas a penetrar en Puerto Cabello.

En un trabajo periodístico para una revista de circulación nacional Marconi Villamizar:

Ante el sostenido ataque de las fuerzas leales, los insurrectos se replegaron definitivamente hacia el Fortín Solano dejando sólo pocos focos de franco-tiradores en la ciudad. En el Fortín, que fue duramente bombardeado por la aviación durante el domingo, los rebeldes habrían estado en condiciones de adelantar otras acciones desesperadas, pero la previsión del Capitán Carbonell, acordada en días anteriores al alzamiento, frustró las esperanzas rebeldes.

En el Fortín están montados dos poderosísimos cañones de 155 milímetros, montados por el General Cipriano Castro en 1905, para estar en condiciones de rechazar cualquier nuevo intento de bloqueo del puerto por potencias extranjeras. En el Fortín hay más de 200 grandes proyectiles para las dos unidades, pero resultó imposible para los rebeldes operarlas. La precaución de Carbonell luego del alzamiento de Carúpano fue comisionar al Teniente Justo Pastor Márquez, especialista en armamentos, para que quitara los percutores a los cañones. La operación fue secreta y aparte de Carbonell y Márquez muy pocos oficiales se enteraron.

El Fortín Solano apenas sufrió daños por el bombardeo aéreo. Esta fortaleza fue construida por los españoles allá por el año 1750 y tiene murallas de más de dos metros de espesor. Tiene también platabandas de más de tres metros de espesor, a las cuales las bombas no hicieron absolutamente nada. Pero los rebeldes no podían materialmente sostener sus posiciones en el Fortín. Contando sólo con ametralladoras y armas cortas se exponían a ser sitiados.

## Premio Pulitzer de fotografía

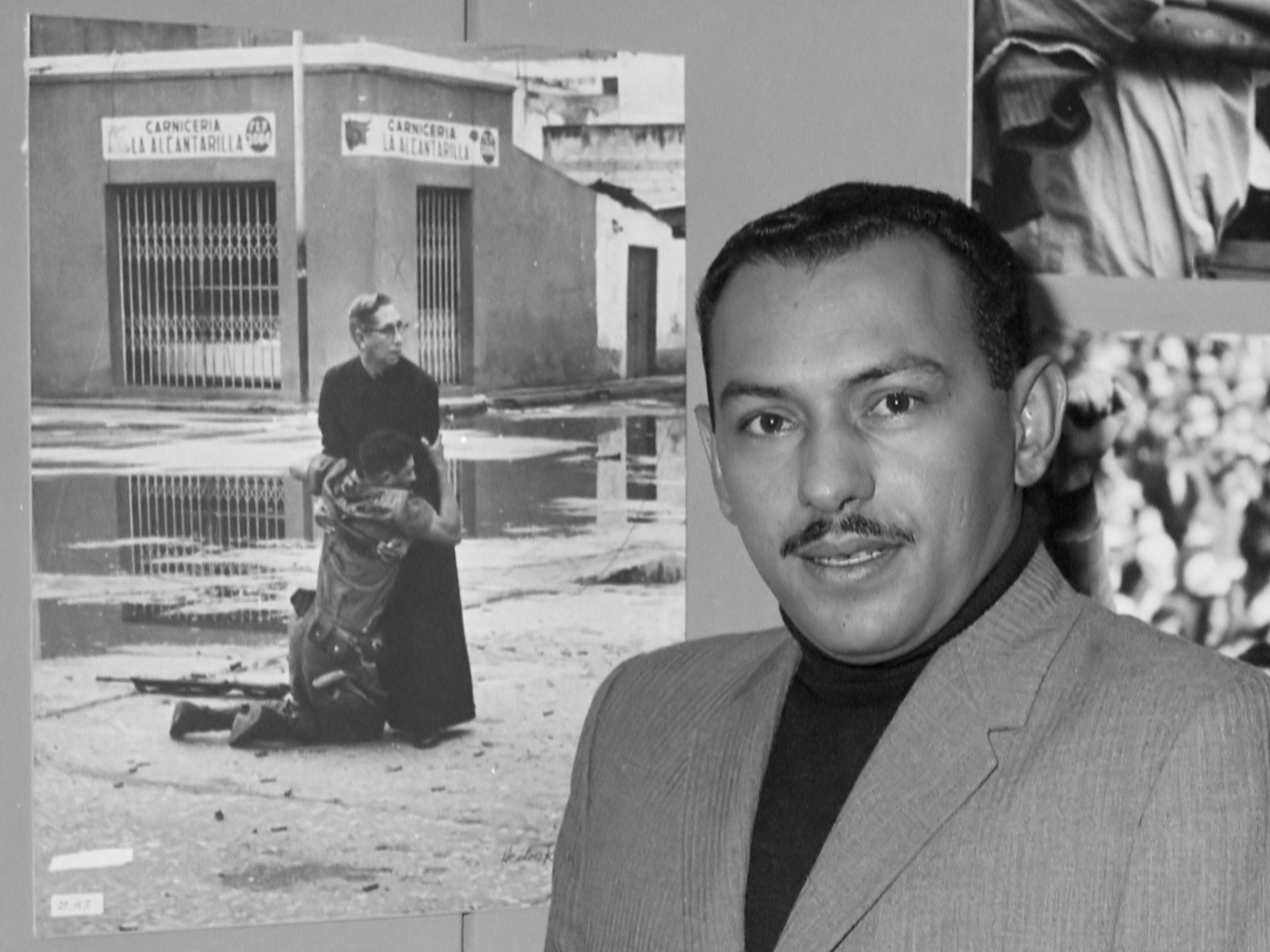
Héctor Rondón Lovera en 1962 con la fotografía.

En 1963 se otorgó el Premio Pulitzer de Fotografía, el más alto galardón de este tipo en los Estados Unidos y uno de los más prestigiosos a nivel mundial, a la fotografía tomada por Héctor Rondón Lovera, del diario La República, de un párroco (el capellán Luis María Padilla) acudiendo al medio de la calle (en el sitio conocido como La Alcantarilla) a socorrer a un soldado herido en los momentos cruciales del tiroteo, a quien sostiene en sus brazos para tratar de ayudarlo. La foto del padre Padilla auxiliando al Cabo Segundo Andrés de Jesús Quero, plaza del Batallón Piar fue tomada en el crucero de La Alcantarilla, el día domingo 3 de junio, cuando 80 guerrilleros fueron liberados por los militares golpistas y armados, atacaron a las tropas leales al gobierno. Esta fotografía fue distribuida por Associated Press y salió en muchas revistas de todo el mundo, por ejemplo, en la portada de la revista Life en Español.